# ماری تالت
ماری تالت (۱۹۴۴–۱۸۸۴)، یک معلم و رزمنده مقاومت فرانسه بود که در تبعید به راونسبروک درگذشت.

## زندگی‌نامه
ماری تالت در ۱۴ دسامبر ۱۸۸۴ درشهر بوردو در فرانسه به دنیا آمد.
در سال ۱۹۴۰ او مدیر کالج دخترانه Joachim-du-Bellay واقع در شهر آنژه بود. ساختمان این مدرسه توسط نیروهای اشغالگر نازی تسخیر و استفاده می‌شد و اجباراً کالج به یک مدرسه عادی پسرانه تبدیل شد. خیابان لاژوری به خیابان آن فرانک تبدیل شد.
ماری تالت در ۵ فوریه ۱۹۴۳ با لوسین سیمیر اقتصاددان و چهار معلم کالج دستگیر شد، که عبارت بودند از: آن ماری بودین، معلم انگلیسی. مارته موربل، استاد فلسفه؛ ژان لتورنو، معلم هنرهای تجسمی؛ و ماری-مادلین جیمز. بر اساس گزارش‌ها، این شش زن یک گروه مقاومت برای کمک به پناهندگان و به ویژه دختران جوان یهودی تشکیل داده بودند. آنها به جرم «اقدام علیه آلمان» محکوم شدند.
این مدیر مدرسه متهم به داشتن روحیه ضد آلمانی بود. در زندان آنژه محبوس شد، از آنجا به رومن ویل منتقل شد، سپس به کومپین، و از آنجا هم به همراه همکارانش در دبیرستان به اردوگاه کار اجباری راونسبروک تبعید شد.
با آگاهی از مشکلات عظیمی که پیش‌بینی می‌شد زنان پس از آزادسازی اردوگاه‌ها با آن مواجه شوند، ماری تالت تصمیم گرفت به همراهی امیلی تیلیون، ایوان لروکس و بویژه آنی دو مونتفورت سازمانی را تشکیل دهد. آنها می‌خواستند نه تنها دوستی که آنها را در اردوگاه‌ها متحد کرده بود حفظ کنند، بلکه تلاش کنند از نظر شغلی و سلامتی از همه حمایت کنند.
ماری تالت در ۱۴ دسامبر ۱۹۴۴ بر اثر ابتلا به اسهال خونی در اردوگاه درگذشت. آن ماری بودین مسموم شد یا با گاز کشته سد. مارته موربل، پس از آزادسازی اردوگاه توسط نیروهای متفقین در ۲۰ ژانویه ۱۹۴۵، در راه بازگشت در ۱۵ می ۱۹۴۵ درگذشت.لوسین سیمیر، ژان لتورنو و ماری-مادلین جیمز در ۱۸ آوریل ۱۹۴۵ به آنژه بازگشتند 